# Эшилхатой
Эшилхатой (чечен. Эшилхата) — село в Веденском районе Чеченской Республики. Входит в состав Веденского сельского поселения.

## География
Село расположено на правом берегу реки Элистанжи, в 5 км к западу от районного центра Ведено.
Ближайшие населённые пункты: Октябрьское на северо-востоке, Ведено на востоке, Нефтянка на юго-востоке и Элистанжи на западе.

## История
В 1944 году после депортации чеченцев и ликвидации ЧИ АССР селение Эшилхатой было переименовано в Зебирколо и заселено выходцами из соседнего Дагестана. После восстановления Чечено-Ингушской АССР населённому пункту было возвращено его прежнее название Эшилхатой, а выходцы из Дагестана переселены обратно.

## Население
| 1990 | 2002 | 2010 |
| ---- | ---- | ---- |
| 320  | ↘247 | ↗406 |